# Olympische Sommerspiele 2020/Teilnehmer (Palau)
| Gelbes Symbol für Goldmedaillen mit stilisierten Olympischen Ringen | Graues Symbol für Silbermedaillen mit stilisierten Olympischen Ringen | Braundes Symbol für Bronzemedaillen mit stilisierten Olympischen Ringen |
| ------------------------------------------------------------------- | --------------------------------------------------------------------- | ----------------------------------------------------------------------- |
| —                                                                   | —                                                                     | —                                                                       |

Palau nahm an den Olympischen Spielen 2020 in Tokio teil. Es war die insgesamt sechste Teilnahme an Olympischen Sommerspielen. Das Palau National Olympic Committee nominierte drei Athleten in zwei Sportarten.

## Teilnehmer nach Sportarten

### Leichtathletik
Laufen und Gehen
| Athleten      | Wettbewerb | Vorlauf | Vorlauf | Runde 1       | Runde 1       | Halbfinale    | Halbfinale    | Finale        | Finale        | Rang |
| Athleten      | Wettbewerb | Zeit    | Rang    | Zeit          | Rang          | Zeit          | Rang          | Zeit          | Rang          | Rang |
| ------------- | ---------- | ------- | ------- | ------------- | ------------- | ------------- | ------------- | ------------- | ------------- | ---- |
| Männer        |            |         |         |               |               |               |               |               |               |      |
| Adrian Ililau | 100 m      | 11,42 s | 25      | ausgeschieden | ausgeschieden | ausgeschieden | ausgeschieden | ausgeschieden | ausgeschieden | 74   |

### Schwimmen
| Athleten                | Wettbewerb    | Vorlauf | Vorlauf | Halbfinale    | Halbfinale    | Finale        | Finale        | Rang |
| Athleten                | Wettbewerb    | Zeit    | Rang    | Zeit          | Rang          | Zeit          | Rang          | Rang |
| ----------------------- | ------------- | ------- | ------- | ------------- | ------------- | ------------- | ------------- | ---- |
| Frauen                  |               |         |         |               |               |               |               |      |
| Osisang Chilton         | 50 m Freistil | 30,67 s | 73      | ausgeschieden | ausgeschieden | ausgeschieden | ausgeschieden | 73   |
| Männer                  |               |         |         |               |               |               |               |      |
| Shawn Dingilius-Wallace | 50 m Freistil | 27,46 s | 67      | ausgeschieden | ausgeschieden | ausgeschieden | ausgeschieden | 67   |